# Búfag becgroc
El búfag becgroc (Buphagus africanus) és un ocell de la família dels bufàgids (Buphagidae).

## Hàbitat i distribució
Habita les sabanes del Senegal, Gàmbia i sud de Mauritània i sud de Mali i sud de Níger, Burkina Faso, Guinea Bissau, Guinea, Sierra Leone, Costa d'Ivori, Ghana, Togo, Benín, Nigèria, Camerun, el Gabon, República del Congo, República Democràtica del Congo, República Centreafricana i sud de Txad i sud de Sudan, oest i nord d'Etiòpia, Eritrea, cap al sud a Ruanda, Burundi, Uganda, Kenya, Tanzània, Zàmbia, Malawi fins al sud d'Angola, nord-est de Namíbia, nord de Botswana, oest i sud de Zimbabwe, sud-oest de Moçambic i nord-est de Sud-àfrica.